# Monteiro
Monteiro is een gemeente in de Braziliaanse deelstaat Paraíba. De gemeente telt 31.100 inwoners (schatting 2009).